# Мокиенко, Екатерина Ивановна
Мокиенко Екатерина Ивановна (14 февраля 1921, Миловановка, Алтайский край — 27 декабря 2014, Красноярск) — актриса Красноярского драматического театра имени А. С. Пушкина, народная артистка России (1998).

## Биография
Екатерина Ивановна Мокиенко, жена Хаима Гельфанда, родилась 14 февраля 1921 года в селе Миловановке Алтайского края.
В 1935 году поступила, в 1939 году окончила Новосибирский силикатный техникум, получив специальность техника-технолога вяжущих веществ.
В 1939 году поступила и через год ушла из театральной студии при новосибирском театре «Красный факел». 
В 1940 году уехала в город Кунгур к мужу Александру Мокиенко, проходившему срочную службу в армии и там в 1940—1942 годах руководила ансамблем песни и пляски 416-го строевого полка.
В 1942—1960 годах играла в новосибирском театре «Красный факел»; в 1960-62 и в 1968—1972 годах — в Норильском Заполярном драматическом театре им. В. В. Маяковского; в 1962—1964 — в Cмоленском драматическом театре.
Актриса Красноярского драматического театра имени А. С Пушкина в 1964—1968 годах и с 1973 года.

## Театральные работы
- Нила Снижко — «Барабанщица» А. Салынского;
- Комиссар — «Оптимистическая трагедия» В. Вишневского;
- Яшка Огонёк — «Именем революции»;
- Елизавета — «Мария Стюарт» Ф. Шиллера;
- Бабка — «Семейный портрет с посторонним» С. Лобозерова;
- Анна Петровна Ростопчина — «Афинские вечера» Петра Гладилина;
- Старуха Анна — «Последний срок» В. Распутина;
- Бабушка Эухения — «Деревья умирают стоя» А. Касоны;
- Матушка Муре — «Ма-Муре» Ж. Сармана;
- «Горе от ума» — А. Грибоедова и другие

## Призы и награды
- 1946 — медаль «За доблестный труд в период Отечественной войны».
- 1970 — юбилейная медаль к 100-летию рождения В. И. Ленина.
- 30 октября 1972 — заслуженная артистка РСФСР.
- 26 января 1998 — народная артистка Российской Федерации.
- 2011 — премия «За честь и достоинство» имени народной артистки РСФСР Татьяны Александровны Еремеевой (Малый театр).
- 2011 — почётная грамота Губернатора Красноярского края.